# Acid Tracks
Singles de Phuture
The Creator
(1988)
Acid Tracks est un morceau de Phuture, groupe de musique électronique. Il s'agit de l'un des premiers enregistrements à avoir utilisé de façon extensive le synthétiseur Roland TB-303. Sans être la toute première composition acid house, c'est néanmoins ce morceau qui a donné son nom à ce style.
Acid Tracks a été réédité et compilé par la suite sous le nom Acid Trax. Le tempo d'Acid Tracks est de 119 BPM,.

## Titres
- Face A :
  1. Acid Tracks (11:17, écrit par Herbert J, DJ Pierre et Spanky)
- Face B :
  1. Phuture Jacks (4:45, écrit par Herbert J, DJ Pierre et Spanky)
  2. Your Only Friend (5:10, écrit par DJ Pierre)